# Snap-on Tools
Snap-on Incorporated ist ein Hersteller und Anbieter von Werkzeugen für professionelle Anwendungsbereiche unter anderem im Kfz-Bereich und in der Luft- und Raumfahrt. Das Unternehmen wurde 1920 gegründet. Der Hauptsitz ist in Kenosha, Wisconsin. Weltweit beschäftigt Snap-on 11.400 Angestellte. Deutscher Unternehmenssitz für Snap-on ist Hohenstein-Ernstthal.

## Geschichte
Snap-on Tools, auf Deutsch Werkzeuge, die einschnappen, einrasten, beschreibt die Grundidee der Firmengründer Joseph Johnson und William Seidemann. Anfang des 20. Jahrhunderts gab es in der Industrie weltweit weder Stecknüsse noch Knarren oder Steckbits. Johnson und Seidemann erfanden ein System aus einem Zehnersatz aufsteckbarer Schlüssel mit fünf verschiedenen Griffen. Getestet wurde das neue Werkzeug von örtlichen Reifenhändlern, die schnell die Vorzüge des neuen Systems erkannten.
Während anfangs der Vertrieb noch über Filialen bewerkstelligt wurde, entstand ab 1940 das System, die Produkte im Direktverkauf mittels Lieferwagen vor Ort beim Kunden anzubieten. Snap-on hat sich seit den 1950er-Jahren zu einem der größten Non-Food-Franchisegeber entwickelt.
2005 wurden die beiden in den 1990er-Jahren erworbenen europäischen Werkzeughersteller Herramientas Eurotools SA (1995) und Bahco Group AB (1999) zur SNA Europe Group mit Sitz in der Nähe von Paris zusammengefasst.
Die Produkte werden weltweit in 120 Ländern verkauft. Das Unternehmen besitzt etwa 1.100 aktive Patente.

## Werkzeuge
Snap-on vertreibt etwa 14.000 unterschiedliche Produkte u. a. aus den Bereichen Handwerkzeuge, Druckluftwerkzeuge, Elektrowerkzeuge, Werkstattausrüstung und Werkzeugaufbewahrung.

## Fahrzeugdiagnose
Snap-on ist ebenfalls Hersteller und Anbieter von modernen On-Board-Fahrzeugdiagnosegeräten.